# Historique des chartes de la personne hospitalisée
En France, la charte de la personne hospitalisée a pour objectif de faire connaître à toute personne hospitalisée dans un établissement de santé ses droits essentiels, ainsi que les règles de vie à l'hôpital.
Cette charte a connu plusieurs versions depuis sa création en 1974, versions qui ont été rendues nécessaires par l'évolution profonde des relations entre les hôpitaux et leurs usagers, et l'émergence de la notion de droits des malades.
En 2017, la charte de 2006 est toujours d'actualité.

## Avant les chartes
Ancêtre de l'hôpital, l'hospice soignait et portait assistance aux indigents. Les classes plus aisées se faisaient soigner à domicile où le médecin se déplaçait.
En 1928, la loi du 5 avril sur les assurances sociales, dont la couverture du risque maladie, ouvre l'hôpital aux classes moyennes. Moins de vingt ans après, le décret du 17 avril 1945 officialise la transformation de l'hôpital en service public accessible à tous. La fin de la Seconde Guerre mondiale voit naître le mouvement d'humanisation des établissements de santé, en réponse à l'arrivée de cette population plus aisée.
En 1947, une circulaire préconise aux hôpitaux la remise d'un questionnaire de sortie aux patients afin de recueillir leur satisfaction concernant la qualité des soins et du séjour hôtelier, ainsi que l'attitude du personnel.
En 1958, à travers la circulaire du 5 décembre relative à l'humanisation des hôpitaux, apparaissent de nouvelles recommandations concernant :
- les visites des familles,
- les effets personnels,
- les horaires de lever, des repas et du coucher,
- l'accueil avec la suggestion pour chaque établissement d'établir un document d'accueil ayant pour but « de donner au malade tous les éléments d'information qu'il souhaite et qui peuvent lui être utiles, et aussi l'impression qu'il n'est pas un objet numéroté mais un individu »[5].

## 1974 - Première charte : Charte du malade hospitalisé
En 1970, le rapport Ducamin, Humanisation des hôpitaux, commandé par Robert Boulin, Ministre de la santé et initiateur de la réforme hospitalière (loi du 31 décembre 1970), suggère de nombreux axes d'amélioration de la prise en charge des personnes hospitalisées. Le rapport s'appuie sur une diversité d'outils et de mesures qui commencent à voir le jour dans les hôpitaux, et ce, dans le contexte de mise en place du programme de suppression des salles communes - programme qui s'étendra sur plus de 30 ans.
Ce rapport, énonçant pour la première fois la notion de droits des malades, inspire la nouvelle circulaire ministérielle du 18 décembre 1970, qui rend obligatoires les mesures de 1958 et s’annonce comme « un nouveau pas vers des réformes plus profondes ».
Cette circulaire aborde les thèmes suivants :
- l'accueil : aménagement des locaux, respect de la confidentialité, formalités d'admission simplifiées,
- les consultations externes : délais d'attente, généralisation de la prise de rendez-vous,
- la coordination des interventions auprès du malade,
- l'identification par le nom et la fonction de chaque personnel par le port d'un badge,
- la qualité et la diversité des repas,
- les loisirs,
- l'information du malade, des familles, du médecin traitant[5].

Le décret du 14 janvier 1974 relatif aux règles de fonctionnement des hôpitaux reprend l'essentiel de ces propositions, leur donnant une valeur réglementaire comme droits des malades. Il sera publié sous l'impulsion de Michel Poniatowski, Ministre de la santé.
Dans la foulée est rédigée la première charte des malades. Elle sera annexée à une circulaire, signée le 20 septembre 1974 par Simone Veil, nouvelle Ministre de la santé, qui rend sa diffusion obligatoire auprès de tous les malades dans les hôpitaux publics.
La charte apporte, en plus du contenu mentionné ci-dessus, deux grandes nouveautés : pour la première fois, elle s'adresse directement aux personnes hospitalisées et non aux membres de l'établissement. Elle affirme en outre, que pour une prise en charge de qualité, « un climat de confiance est nécessaire. Il suppose la reconnaissance des droits et devoirs de chacun ».
Et elle est une étape clé dans le processus d'humanisation de l'hôpital, mentionnant pour la première fois le droit essentiel pour le malade au respect de sa dignité et de sa personnalité, compte tenu des locaux dont dispose l'hôpital.
Charte de trois pages, organisée autour de six chapitres :
- formalités à l'entrée et à la sortie,
- respect de la dignité et de la personnalité,
- principales règles à observer à l'hôpital,
- liens avec l'extérieur,
- informations médicales,
- questionnaire de sortie[5].

La lecture de ce texte fait apparaître que la personne malade reste cantonnée dans un rôle passif, la conception de l'époque supposant que le médecin ne peut agir que dans l'intérêt du malade et que le malade n'est pas capable de porter un jugement sur ces choix. Le patient doit suivre les consignes qui émanent du personnel de l'établissement : « La surveillante de service est à votre disposition pour recueillir vos demandes ou observations; sachez dans votre propre intérêt accepter les conseils qu'elle vous donne ».

## 1995 - Deuxième charte : Charte du patient hospitalisé
Pendant les vingt années suivantes, les relations entre les hôpitaux et leurs usagers évoluent profondément.
De nouveaux textes législatifs reconnaissant des droits spécifiques aux malades sont promulgués :
- loi du 20 décembre 1988 relative à la protection des personnes qui se prêtent à la recherche biomédicale,
- loi du 31 juillet 1991 portant réforme hospitalière,
- loi de bioéthique du 29 juillet 1994.

Il devient nécessaire de remanier le fond et la forme de la charte de 1974.
La circulaire du 6 mai 1995, signée par Simone Veil et Philippe Douste-Blazy, paraît avec en annexe la Charte du patient hospitalisé. Cette circulaire souligne dès la première phrase que « la personne hospitalisée n'est pas seulement un malade. Elle est avant tout une personne avec des droits et des devoirs ».
Charte de sept pages, organisée autour de dix chapitres :
- accessibilité du service public hospitalier à tous, en particulier aux plus démunis et adapté aux personnes handicapées,
- garantie de qualité des traitements, des soins, de l'accueil et attention portée au soulagement de la douleur,
- information donnée au patient accessible et loyale et participation de celui-ci aux choix thérapeutiques,
- consentement libre et éclairé du patient pour tout acte médical,
- consentement spécifique pour toute recherche biomédicale, don d'éléments du corps humain et acte de dépistage,
- liberté pour le patient hospitalisé de quitter à tout moment l'établissement après avoir été informé des risques éventuels,
- traitement de la personne hospitalisée avec égards, croyances respectées, intimité et tranquillité préservées,
- respect de la vie privée et confidentialité des informations personnelles, médicales et sociales,
- accès aux informations contenues dans son dossier, notamment d'ordre médical par l'intermédiaire d'un praticien de son choix,
- expression de ses observations sur les soins et l'accueil, et droit de demander réparation des préjudices estimés subis.

Un résumé de la charte doit être affiché dans tous les établissements de santé.
Cette charte, constituant une synthèse des textes législatifs et réglementaires de l'époque, est beaucoup plus axée sur les droits rattachés à la personne (information, consentement, liberté individuelle) et la prise en charge médicale (prise en charge de la douleur, soins d'accompagnement) que la précédente charte, davantage centrée sur le déroulement administratif de la prise en charge (formalités d'entrée et de sortie, respect du règlement), même si l'information et le respect de la dignité y étaient mentionnés.

## 2006 - Troisième et actuelle charte : Charte de la personne hospitalisée
Dans la décennie suivante, la parution de nouveaux textes législatifs majeurs :
- loi du 9 juin 1999 visant à garantir le droit à l'accès aux soins palliatifs,
- loi du 4 mars 2002 relative aux droits des malades et à la qualité du système de santé,
- loi du 6 août 2004 relative à la bioéthique,
- loi du 9 août 2004 relative à la politique de santé publique,
- loi du 22 avril 2005 relative aux droits des malades et à la fin de vie[15],

rend la charte de 1995 en décalage vis-à-vis du droit positif en vigueur, nécessitant une remise à jour en urgence de ce texte.
La circulaire du 2 mars 2006 publie la charte de la personne hospitalisée qui vient actualiser et remplacer celle de 1995.
Charte de seize pages organisée en onze chapitres et dotée :
- d'un index[17],
- d'une annexe rappelant les principaux textes ayant servi à son élaboration[18],
- d'un résumé[19] comportant une note en bas de page : « Le document intégral de la charte de la personne hospitalisée est accessible sur le site internet : www.sante.gouv.fr. Il peut être également obtenu gratuitement, sans délai, sur simple demande, auprès du service chargé de l'accueil ».

La charte reprend en les développant les chapitres de la charte de 1995 et apporte de nouvelles notions :
- le droit à l'information,
- l'attention particulière à la fin de vie et le respect de la dignité,
- la désignation d'une personne de confiance,
- le droit de refus de traitements ou de demande de leur interruption,
- les conditions dans lesquelles un médecin est autorisé à interrompre ou limiter des actes lorsqu'une personne n'est pas en mesure d'exprimer sa volonté,
- la possibilité de rédiger des directives anticipées,
- une plus grande information sur la recherche biomédicale et le consentement des personnes y participant,
- l'accès direct aux informations médicales le concernant,
- le droit de saisir la Commission des relations avec les usagers et de la qualité (CRUQ) et la description de la procédure d'indemnisation et de conciliation[20].

Un résumé de la charte est remis à toute personne hospitalisée, dès son entrée dans l'établissement de santé.

## Évolution à travers les trois chartes

### Évolution sémantique du titre
Le choix d'un vocabulaire différent dans le titre des trois chartes marque une évolution sémantique qui reflète les changements intervenus au cours de ces trente années.
La charte de 1974 parlait du malade, celle de 1995 du patient et celle de 2006 de la personne.
En 2006, la personne hospitalisée ne change pas de statut (malade ou patient), elle reste un citoyen avec des droits qui s'inscrivent dans le contexte de la maladie et qui lui permettent d'être acteur de sa prise en charge.

### Évolution des principes et des droits
Tableau présentant les thèmes abordés dans les trois chartes :
|                                                                                              | Charte du malade hospitalisé 1974 | Charte du patient hospitalisé 1995 | Charte de la personne hospitalisée 2006 |
| -------------------------------------------------------------------------------------------- | --------------------------------- | ---------------------------------- | --------------------------------------- |
| Garantie de l'accueil, des traitements et des soins, non-discrimination                      | X                                 | X                                  | X                                       |
| Information accessible et loyale                                                             | X                                 | X                                  | X                                       |
| Liberté de quitter l'établissement                                                           | X                                 | X                                  | X                                       |
| Respect des croyances, intimité, dignité                                                     | X                                 | X                                  | X                                       |
| Respect vie privée, confidentialité des informations                                         | X                                 | X                                  | X                                       |
| Enquête de satisfaction et questionnaire de sortie                                           | X                                 | X                                  | X                                       |
| Consentement                                                                                 |                                   | X                                  | X                                       |
| Recherche de la participation active de la personne aux soins et aux décisions la concernant |                                   | X                                  | X                                       |
| Lutte contre la douleur                                                                      |                                   | X                                  | X                                       |
| Accès de la personne aux informations médicales la concernant                                |                                   | Indirect                           | Direct                                  |
| Respect du secret professionnel                                                              |                                   | X                                  | X                                       |
| Fin de vie                                                                                   |                                   | X                                  | X                                       |
| Représentation, participation, relations avec les associations                               |                                   | X                                  | X                                       |
| Expression des plaintes et réclamation                                                       |                                   | X                                  | X                                       |
| Directives anticipées                                                                        |                                   |                                    | X                                       |
| Personne de confiance                                                                        |                                   |                                    | X                                       |